# Theodor Storm
Theodor Storm, właśc. Hans Theodor Woldsen Storm (ur. 14 września 1817 w Husum; zm. 4 lipca 1888 w Hanerau-Hademarschen) – niemiecki pisarz i poeta. Autor wierszy, największą sławę przyniosły mu jednak jego nowele. Jeden z najważniejszych autorów niemieckiego XIX-wiecznego realizmu. 

## Życiorys i twórczość
Uczęszczał do szkół w Husum i Lubece. Od 1837 studiował prawo na uniwersytecie w Kilonii, przez 3 semestry kontynuował studia w Berlinie. Razem z braćmi Theodorem (1817-1903) i Tycho Mommsen (1819-1900) zgromadził zbiór pieśni, baśni i sag ze Szlezwiku-Holsztyna. We wrześniu 1843 r. opublikowali wspólnie książkę Liederbuch dreier Freunde, która zawierała napisane przez nich wiersze. Praktykował jako prawnik w Husum. Z powodu okupacji landu Szlezwik przez Duńczyków i wydanego przez nich  zakazu wykonywania zawodu adwokata opuścił w roku 1853 rodzinne miasto i przeniósł się do Poczdamu, gdzie został  asesorem.  Powrócił do Husum po wycofaniu się Duńczyków w 1864. Rok później umiera jego żona, to wydarzenie znalazło wyraz w jego twórczości poetyckiej (cykl Tiefe Schatten). W tym czasie zmienia rodzaj aktywności twórczej, koncentrując się na pisaniu nowel. 
Poezja i proza Storma odzwierciedlają jego lokalny patriotyzm, jego przywiązanie do małej ojczyzny. Akcja najsłynniejszej z jego nowel Der Schimmelreiter (Jeździec na siwym koniu) (1888) toczy się w Północnej Fryzji i opisuje heroiczne i tragiczne zmagania bohatera z morskim żywiołem.
Theodor Storm zmarł 4 lipca 1888 r. na raka żołądka w Hademarschen i został pochowany w Husum na cmentarzu St. Jürgen. 
W 1882 odznaczony Bawarskim Orderem Maksymiliana za Naukę i Sztukę. 

## Dzieła
- Immensee (1849)
- Im Sonnenschein (1854)
- Gedichte (1857)
- Auf dem Staatshof (1859)
- Veronica (1861)
- Auf der Universität (1862)
- Die Regentrude (1866)
- Viola tricolor (1874)
- Pole Poppenspäler (1875)
- Aquis submersus (1877)
- Carsten Curator (1878)
- Hans und Heinz Kirch (1882)
- Zur Chronik von Gruishuus (1884)
- Bötjer Basch (1887)
- Jeździec na siwym koniu (niem. Der Schimmelreiter)(1888)

### Opracowania biograficzne
- Paul Barz: Theodor Storm, Wanderer gegen Zeit und Welt: Biographie, Berlin 2004, ISBN 3-7466-1618-2
- David A. Jackson: Theodor Storm: Dichter und demokratischer Humanist; eine Biographie, Berlin 2001, ISBN 3-503-06102-9
- Regina Fasold: Theodor Storm, Stuttgart [u.a.] 1997, ISBN 3-476-10304-8
- Roger Paulin: Theodor Storm, Orig.-Ausg., München 1992, ISBN 3-406-35048-8
- Georg Bollenbeck: Theodor Storm: eine Biographie, Frankfurt am Main 1988, ISBN 3-458-14621-0
- Hartmut Vinçon: Theodor Storm: mit Selbstzeugnissen und Bilddokumenten dargestellt, 16. Auflage, Reinbek bei Hamburg 2004, ISBN 3-499-50186-4